# Asien-Meisterschaften im Bahnradsport 2019
Die Asien-Meisterschaften im Bahnradsport 2019 fanden vom 8. bis 13. Januar im Jakarta International Velodrome in Jakarta, Indonesien, statt. Veranstalter war die Asian Cycling Confederation (ACC). Gleichzeitig wurden die 26. asiatischen Junioren-Meisterschaften sowie die 8. asiatischen Paracycling-Meisterschaften ausgerichtet.

## Wettbewerbe

### Männer
| Disziplin             | Platz | Land                         | Athlet                                                             |
| --------------------- | ----- | ---------------------------- | ------------------------------------------------------------------ |
| Sprint                | 1     | Malaysia                     | Azizulhasni Awang                                                  |
|                       | 2     | Volksrepublik China          | Xu Chao                                                            |
|                       | 3     | Malaysia                     | Shah Firdaus Sahrom                                                |
| Keirin                | 1     | Japan                        | Yūta Wakimoto                                                      |
|                       | 2     | Malaysia                     | Shah Firdaus Sahrom                                                |
|                       | 3     | Japan                        | Tomoyuki Kawabata                                                  |
| Teamsprint            | 1     | Japan                        | Kazuki Amagai Yudai Nitta Tomohiro Fukaya                          |
|                       | 2     | Volksrepublik China          | Guo Shuai Xu Chao Zhou Yu                                          |
|                       | 3     | Malaysia                     | Azizulhasni Awang Muhammad Fadhil Mohd Zonis Shah Firdaus Sahrom   |
| Zeitfahren (1 km)     | 1     | Kasachstan                   | Sergei Ponomarjow                                                  |
|                       | 2     | Chinesisch Taipeh            | Hsiao Shih Hsin                                                    |
|                       | 3     | Südkorea                     | Kim Jun-cheol                                                      |
| Einerverfolgung       | 1     | Südkorea                     | Min Kyeong-ho                                                      |
|                       | 2     | Kasachstan                   | Alisher Tsumakan                                                   |
|                       | 3     | Chinesisch Taipeh            | Li Wen Chao                                                        |
| Mannschaftsverfolgung | 1     | Südkorea                     | Min Kyeong-ho Im Jaey-eon Kim Ok-cheol Shin Dong-in                |
|                       | 2     | Japan                        | Ryo Chikatani Shogo Ichimaru Eiya Hashimoto Kazushige Kuboki       |
|                       | 3     | Kasachstan                   | Robert Gainejew Roman Wassilenkow Artjom Sacharow Alisher Tsumakan |
| Scratch               | 1     | Thailand                     | Patompob Phonarjthan                                               |
|                       | 2     | Mongolei                     | Tegshbayar Batsaikhan                                              |
|                       | 3     | Hongkong                     | Leung Ka-yu                                                        |
| Punktefahren          | 1     | Südkorea                     | Park Sang-hoon                                                     |
|                       | 2     | Kasachstan                   | Artjom Sacharow                                                    |
|                       | 3     | Usbekistan                   | Murodjon Xolmurodov                                                |
| Omnium                | 1     | Japan                        | Eiya Hashimoto                                                     |
|                       | 2     | Vereinigte Arabische Emirate | Yousef Mirza Bani Hammad                                           |
|                       | 3     | Südkorea                     | Shin Don-gin                                                       |
| Madison               | 1     | Südkorea                     | Im Jae-yeon Kim Ok-cheol                                           |
|                       | 2     | Volksrepublik China          | Guo Liang Shen Pingan                                              |
|                       | 3     | Japan                        | Eiya Hashimoto Kazushige Kuboki                                    |

### Frauen
| Disziplin                | Platz | Land                | Athlet                                                    |
| ------------------------ | ----- | ------------------- | --------------------------------------------------------- |
| Sprint                   | 1     | Hongkong            | Lee Wai-sze                                               |
|                          | 2     | Volksrepublik China | Zhong Tianshi                                             |
|                          | 3     | Südkorea            | Lee Hye-jin                                               |
| Keirin                   | 1     | Japan               | Yūka Kobayashi                                            |
|                          | 2     | Hongkong            | Lee Wai-sze                                               |
|                          | 3     | Volksrepublik China | Zhong Tianshi                                             |
| Teamsprint               | 1     | Volksrepublik China | Zhong Tianshi Lin Junhong                                 |
|                          | 2     | Südkorea            | Kim Soo-hyun Lee Hye-jin                                  |
|                          | 3     | Hongkong            | Lee Wai-sze Ma Wing-yu                                    |
| Zeitfahren (500 m)       | 1     | Volksrepublik China | Lin Junhong                                               |
|                          | 2     | Südkorea            | Kim Soo-hyun                                              |
|                          | 3     | Indonesien          | Crismonita Dwi Putri                                      |
| Einerverfolgung          | 1     | Südkorea            | Lee Ju-mi                                                 |
|                          | 2     | Usbekistan          | Olga Zabelinskaya                                         |
|                          | 3     | Volksrepublik China | Wang Hong                                                 |
| Mannschaftsverfolgung    | 1     | Südkorea            | Kim You-ri Jang Su-ji Lee Ju-mi Na Ah-reum                |
|                          | 2     | Japan               | Kie Furuyama Yūmi Kajihara Kisato Nakamura Miho Yoshikawa |
|                          | 3     | Volksrepublik China | Liu Jiali Wang Xiaofei Wang Hong Chen Qiaolin             |
| Scratch                  | 1     | Chinesisch Taipeh   | Huang Ting-ying                                           |
|                          | 2     | Volksrepublik China | Shen Shanrong                                             |
|                          | 3     | Hongkong            | Pang Yao                                                  |
| Punktefahren             | 1     | Usbekistan          | Olga Zabelinskaya                                         |
|                          | 2     | Chinesisch Taipeh   | Huang Ting-ying                                           |
|                          | 3     | Volksrepublik China | Zhang Ying                                                |
| Omnium                   | 1     | Japan               | Yūmi Kajihara                                             |
|                          | 2     | Chinesisch Taipeh   | Huang Ting Ying                                           |
|                          | 3     | Usbekistan          | Olga Zabelinskaya                                         |
| Zweier-Mannschaftsfahren | 1     | Japan               | Yūmi Kajihara Kie Furuyama                                |
|                          | 2     | Südkorea            | Kim You-ri Na Ah-reum                                     |
|                          | 3     | Usbekistan          | Ekaterina Knebelewa Olga Zabelinskaya                     |

## Medaillenspiegel
| Rang  | Land                         | Gold | Silber | Bronze | Gesamt |
| ----- | ---------------------------- | ---- | ------ | ------ | ------ |
| 1     | Südkorea                     | 6    | 3      | 3      | 12     |
| 2     | Japan                        | 6    | 2      | 2      | 10     |
| 3     | Volksrepublik China          | 2    | 5      | 4      | 11     |
| 4     | Chinesisch Taipeh            | 1    | 3      | 1      | 5      |
| 5     | Kasachstan                   | 1    | 2      | 1      | 4      |
| 6     | Hongkong                     | 1    | 1      | 3      | 5      |
| 6     | Usbekistan                   | 1    | 1      | 3      | 5      |
| 8     | Malaysia                     | 1    | 1      | 2      | 4      |
| 9     | Thailand                     | 1    | 0      | 0      | 1      |
| 10    | Mongolei                     | 0    | 1      | 0      | 1      |
| 10    | Vereinigte Arabische Emirate | 0    | 1      | 0      | 1      |
| 11    | Indonesien                   | 0    | 0      | 1      | 1      |
| Total | Total                        | 20   | 20     | 20     | 60     |